# 서리 (관리)
서리(胥吏)는 고려와 조선의 중앙과 지방의 관청에 딸려 있던 하급 관리로, 일명 이서(吏胥)·이속(吏屬)·아전(衙前)이라고 부르며, 구실아치를 뜻하기도 한다.

## 기원
서리의 기원은 상당히 오래된 것으로 짐작되나 아직 구체적으로 그 시기를 밝힐 수는 없다. 고려 초기에는 신라 말기에 대두한 각지의 호족(豪族)들을 각각 그 지방의 지배자로 삼았는데, 국가체제가 정비됨에 따라 그 일부는 흡수되고 나머지 대부분은 향리(鄕吏)에 임명되었다. 향리는 지방의 권력자로서 국가에서 호장(戶長)·부(副)호장·창정(倉正)·병정(兵正)·호정(戶正) 기타의 직책과 대상(大相)·원윤(元尹)·좌윤(左尹) 등의 작(爵)을 받았으며, 지방관의 관할 밑에서 각 지방의 행정실무를 맡았다. 또 향리의 자제들이 교대로 상경하여 지방사정의 자문(諮問)에 응하도록 한 기인제도도 있었다.
지방제도가 완전히 갖추어져 있지 못한 고려 사회에서 향리는 지방의 실권을 잡고 있었으므로 국가에서는 이들을 통제하는 노력하였다. 그리하여 국가의 제도가 일단 정비되고 관료제도가 발전됨에 따라 향리는 관료에 사역(使役)되는 낮은 지위로 떨어졌다.

## 조선의 서리
특히 조선시대에 들어와서는 세종 때부터 차츰 압력을 가하여 그 사회적인 지위는 완전히 상실되고 말았다. 나중에는 복장도 특수한 것을 입도록 강요당했다. 그러나 여전히 관료의 밑에서 일체의 실무를 담당하여 일반 백성에 대해서는 절대적인 권력을 가지고 민폐를 끼쳤다.
이렇게 서리들이 날뛰게 된 것은 상피제도(相避制度)에 원인이 있다. 즉 관원을 본적지의 수령에 임명하는 것을 막았으므로 지방관은 임지(任地)의 사정에 어두워서, 자연히 그 지방의 사정에 밝은 서리에게 행정사무를 맡기게 되니, 이들은 지방관을 속이고 사복을 채우게 되었다.
그리하여 조식(曹植), 조헌(趙憲), 정약용(丁若鏞) 등 조선 중기 이후의 학자들은 이들 서리의 폐를 열거하고 그 시정책을 촉구하였다. 특히 조식이 “우리나라는 이서(吏胥) 때문에 망한다.”라고 분개한 것은 그 폐단을 단적으로 나타낸 말이었다. 더욱이 임진왜란을 겪고 나서 관료들은 봉록(俸祿)을 적게 받아 생활이 어려워지고, 서리들은 그나마도 정부에서 주는 급료가 없어지자 관료층과 서로 결탁하여 갖은 수단으로 백성들을 괴롭혔다. 서리의 횡포는 삼정(三政)의 문란으로 촉진되었으며, 따라서 조선 말기의 각종 민란의 원인의 하나가 되기도 하였다.

## 같이 보기
- 중인
- 가리